# Pedro Satué
Pedro Satué Blanco (1880-1936) fue un fraile, pintor y fotógrafo español.

## Biografía

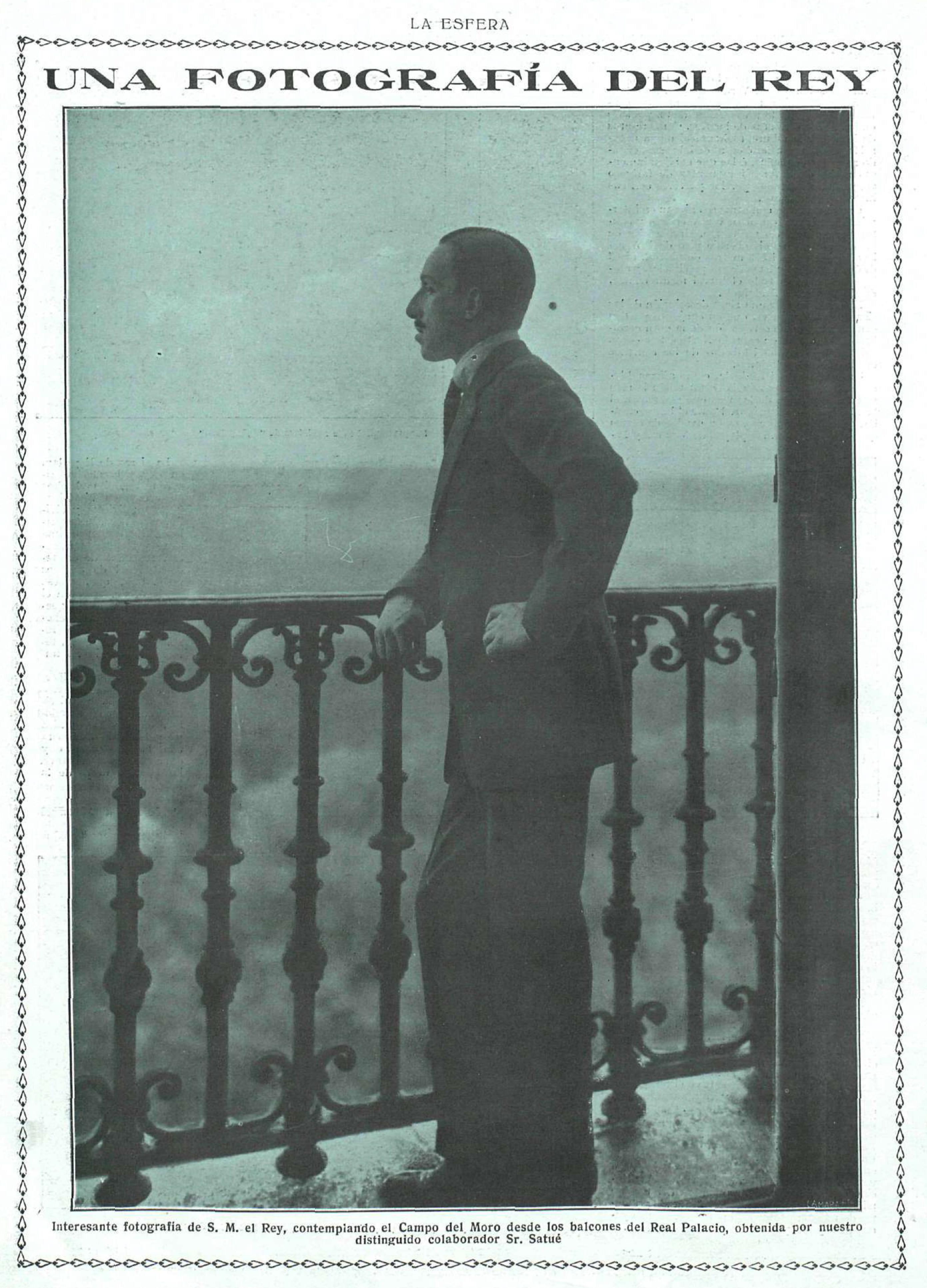
Alfonso XIII fotografiado por Satué, en La Esfera (1920).

Nacido en Madrid el 31 de enero de 1880, durante buena parte de su vida fue fraile capuchino, usando el nombre de Fray Pedro de Madrid y cultivando la pintura y la fotografía. Fue autor de diversas copias de pinturas de Murillo, además de Ribera y Zurbarán. Abandonó la orden en 1919 y pasó a dedicarse de forma más plena a la fotografía, colaborando con publicaciones periódicas de la época como La Estrella del Mar, ABC, Blanco y Negro, La Esfera, La Lectura Dominical, Estampa, La Voz, Nuevo Mundo, Muchas Gracias y Mundo Gráfico, contando con un gabinete propio, en Madrid. Durante esta etapa usó las firmas de «Satué» y «Antsa». Falleció en 1936.